# NGC 5986
NGC 5986 és un cúmul globular en la constel·lació del Llop.